# 30 februari
30 februari är ett datum, som endast har infallit en gång (i Sverige 1712). Månaden februari har nämligen inte 30 dagar, utan vanligtvis 28 och vart fjärde år 29 dagar, i de kalendrar där den finns (den nuvarande västerländska gregorianska kalendern och dess föregångare, den julianska kalendern).

## Svenska kalendern

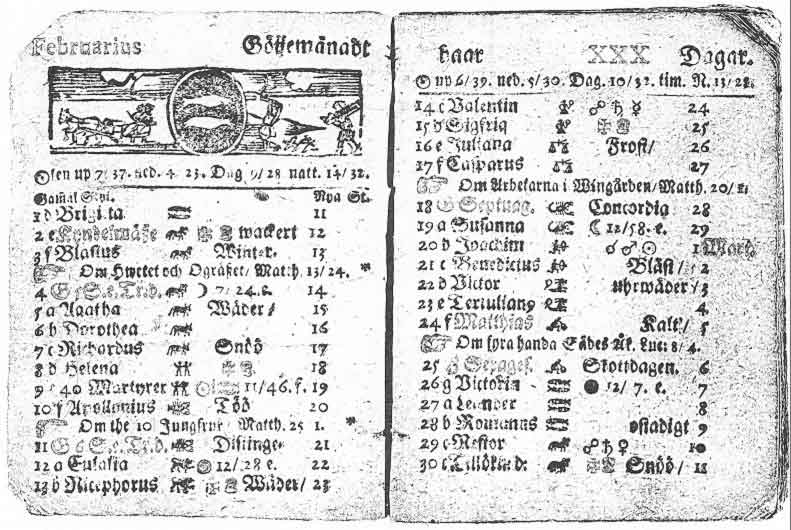
Svensk kalendersida för februari 1712. Under namnsdag för 30 februari står det "tillökad".

I Sverige (som då även inkluderade nuvarande Finland) planerade man att övergå från den julianska kalendern till den gregorianska, genom att med början år 1700 ta bort skottdagarna under de följande 40 åren. Den julianska kalendern gick från och med år 1700 nämligen elva dagar efter den gregorianska, så genom att ta bort en dag vart fjärde år vid elva tillfällen (1700, 1704, 1708, 1712, 1716, 1720, 1724, 1728, 1732, 1736 och 1740) tänkte man sig en så mjuk och smärtfri övergång till den nya kalendern som möjligt. Kalenderreformen inleddes alltså år 1700, genom att 29 februari togs bort ur den svenska almanackan. Ungefär vid samma tid utbröt dock det stora nordiska kriget, vilket ledde till att kalenderreformen glömdes bort och 1704 och 1708 hade man skottdagar som vanligt. Detta ledde till, att Sverige i början av 1700-talet hade en egen kalender, som gick en dag före den julianska och tio dagar efter den gregorianska. Detta innebar bland annat att slaget vid Poltava 1709 utkämpades den 28 juni enligt svenska kalendern, men 27 juni enligt den julianska och 8 juli enligt den gregorianska.
Så småningom bestämde dåvarande svenske kungen Karl XII att det var för krångligt med en egen kalender och 1712 återgick Sverige till den julianska kalendern genom att detta år ha två skottdagar, vilket innebar, att 29 februari alltså följdes av 30 februari, en fredag. Detta datum motsvarades alltså av den 29 februari i den julianska kalendern och den 11 mars i den gregorianska. Från och med dagen därpå var den svenska kalendern därmed i fas med den julianska (1 mars i de båda, vilket motsvarade 12 mars i den gregorianska).
Den svenska övergången till den gregorianska kalendern genomfördes slutgiltigt 1753, då man strök de sista elva dagarna i februari, så att 17 februari det året följdes direkt av 1 mars. Denna metod hade Danmark-Norge använt sig av, när de övergick till den gregorianska år 1700.

## Namnsdagar

### I den svenska almanackan
Eftersom denna dag i den svenska almanackan endast existerade 1712 har den inte haft något namn i almanackan, men just detta år kallades denna extra skottdag tillökningsdagen.

## Sovjetiska kalendern
Även om många källor hävdar att 30-dagarsmånader användes i Sovjetunionen under hela eller delar av perioden 1929–1940, användes den sovjetiska revolutionskalendern med 5- och 6-dagarsveckor endast för att planera arbets- och vilodagar. Den vanliga kalendern användes i vardagen – bevarade papperskalendrar från den tiden visar endast den gregorianska kalenderns oregelbundna månadslängder, inklusive februari med 28/29 dagar, så det fanns aldrig någon 30 februari.

## Tidiga julianska kalendern
Den engelske 1200-talsmunken Johannes de Sacrobosco hävdade att februari i den julianska kalendern hade 30 dagar under skottår mellan 45 och 8 f.Kr., när Augustus kortade av februari, för att ge månaden augusti, som uppkallades efter honom, samma antal dagar som juli, som uppkallades efter hans adoptivfar Julius Caesar. Faktum är dock att om den vanliga 24 februari var ante diem sextum Kalendas (sjätte dagen före början av mars), var 28 februari ante diem secundum Kalendas (andra dagen före början av mars), medan 29 februari var ante diem (primum) Kalendas (dagen före början av mars). Under skottår lades extradagen till efter 24 februari och kallades ante diem bis sextum Kalendas (den andra sjätte dagen före början av mars), varifrån man har fått ordet bis-sextum som används för att benämna skottår i flera romanska språk (franska année bissextile, spanska año bisiesto och italienska anno bisestile till exempel).

## Konstgjorda kalendrar
Konstgjorda kalendrar kan också ha 30 dagar i februari. Till exempel kan statistiska uppgifter eller banktransaktioner baseras på förenklade kalendrar med 12 månader om 30 dagar var.